# خالد نواف
خالد نواف (مواليد 27 مارس 1989) هو لاعب كرة قدم قطري يلعب كمدافع.
لعب سابقاً مع نادي السيلية و انتقل إلى العربي في عام 2014 و إنتقل إلى نادي الخور عام 2017 و لعب معهم 6 أشهر و بعدها وقع مع نادي الخريطيات و أعير إلى نادي الشمال في عام 2018 و انظم إلى نادي لوسيل في عام 2019 .

## روابط خارجية
- خالد نواف على موقع Soccerway.com (الإنجليزية)